# Scleroterapia
La scleroterapia (la parola riflette il greco skleros, che significa duro) è una diffusissima procedura utilizzata per trattare le malformazioni dei vasi sanguigni e anche le malformazioni del sistema linfatico. La tecnica è stata utilizzata per la prima volta nel 1682 in Svizzera.

## Introduzione
Come la chirurgia delle vene varicose, anche le tecniche di scleroterapia si sono evolute nel tempo arrivando alle tecniche moderne, tra cui la guida ecografica e la scleroterapia con schiuma.
Il trattamento completo consta di un ciclo di più sedute, in numero variabile da definirsi caso per caso a seconda della estensione e tipo della varicosi.
I Metodi adottati, a prescindere dall’uso di farmaci sclerosanti in forma liquida o schiume, nonché dalla modalità di puntura della vena (eco guidata o non, con ago sottile o agocannula)  sono tre e derivano dalle scuole classiche europee di Tournay, Sigg, Fegan.
Nella scleroterapia ecoguidata, gli ultrasuoni vengono utilizzati per visualizzare la vena sottostante in modo che il medico possa erogare e monitorare l'iniezione.
La terapia si basa essenzialmente sull’iniezione, rigorosamente endovenosa, di sostanze chimiche irritanti le quali sono capaci di determinare una reazione necrotica e flogistica della parete venosa con esfoliazione dell’endotelio stesso e formazione del cosiddetto “sclerus“. Questa formazione caratterizzata inizialmente da un aggregato trombotico ben adeso alla parete venosa a prevalente contenuto di fibrina e piastrine che, rapidamente subisce una evoluzione infiammatoria, venendo incapsulato e colonizzato da fibroblasti. L'evoluzione dello sclerus provoca la formazione di un cordone fibroso che occluderà in maniera più stabile il vaso trattato.
Il trattamento scleroterapico può essere effettuato in alternativa all’intervento chirurgico propriamente detto o in associazione con esso, oppure per il trattamento di complicanze chirurgiche.
La metodica di scleroterapia per la varicosi degli arti inferiori che si basa su principi emodinamici si chiama Eco-Sclerosi Emodinamica Conservativa.

## Utilizzi
La terapia sclerosante è indicata in tutte le diverse modalità di espressione della malattia varicosa cronica degli arti inferiori:
- Teleangectasie che, pur se rilevanti dal punto di vista estetico, quando si associano alla sintomatologia propria della MCV, possono rappresentarne il suo primo stadio[9]
- Varici reticolari (diametro di 1–3 mm)
- Varici safeniche
- Varici non safeniche
- Tronchi safenici
- Vene perforanti incontinenti
- Varici residue e recidive dopo intervento chirurgico
- Varici post-flebitiche
- Varici nelle malformazioni venose congenite quando l’intervento chirurgico non è attuabile
- Varici peri-ulcerose
- Ricanalizzazioni post–terapia ablativa (chimica o fisica)
- In urgenza in caso di emorragia da rottura di varice.

## Controindicazioni
- Controindicazioni assolute:[2]

1. Malattie sistemiche (Neoplastiche attive, epatiche, cardiologiche, renali e della crasi ematica) scompensate o instabili nonché nel diabete o nelle trombofilie non ben controllabili farmacologicamente
2. Allergia o anche idiosincrasia ai liquidi sclerosanti
3. Impedito deflusso venoso quali ostruzioni trombotiche o insufficienza cardiaca
4. Infezione locale nella zona da trattare o grave infezione generalizzata
5. Immobilità prolungata e/o lunga degenza a letto
6. Difficile deambulazione
7. Occlusione arteriosa periferica sintomatica (claudicatio)
8. Per la scleroterapia con schiuma, in aggiunta alle precedenti: Noto shunt destro-sinistro sintomatico (ad es. forame ovale pervio)[10]

- Controindicazioni relative

1. Gravidanza
2. L'allattamento al seno (interrompere l’allattamento per almeno 2-3 giorni)
3. trombofilia non efficacemente gestibile (il trattamento anticoagulante, di per sé, non è una controindicazione alla terapia sclerosante);
4. trombosi venosa superficiale in fase acuta;
5. nota predisposizione alle allergie;
6. Per la scleroterapia con schiuma, in aggiunta: disturbi neurologici, tra cui emicrania, a seguito di precedente scleroterapia con schiuma

## Procedura
La procedura è indolore e non invasiva; consiste in iniezioni di farmaci sclerosanti praticate in condizione di sterilità, sia con siringhe di plastica o di vetro e con aghi di calibro adeguato alle dimensioni della vena, che se non accessibile alla vista o alla palpazione viene localizzata con ecografo. Questo rappresenta un ausilio assistenziale molto comodo alla procedura iniettiva, essendo anche capace di far seguire visivamente la progressione dello sclerosante se utilizzato in forma di schiuma.  Il farmaco quindi può essere iniettato in forma di liquido o di schiuma a seconda del tipo di varice, ed è destinato ad un’azione locale selettiva per le sole vene malate. Generalmente viene associato una terapia elasto-compressiva con bende o con calze elastiche per tutto il periodo del trattamento, durante il quale il paziente deve impegnarsi a camminare spesso, essendo controindicata la immobilità e la sedentarietà.

## Complicanze
Come tutte le pratiche mediche sono presenti una serie di complicanze della Scleroterapia che possono svilupparsi su due piani: Loco-distrettuale e Generale.
- COMPLICANZE LOCO-DISTRETTUALI

- Iniezione extravasale: capace di generare una forte irritazione locale fino alla necrosi con ulcerazione cutanea
- Abnorme reazione infiammatoria venosa locale, fino alla costituzione di Trombosi Venosa Superficiale
- Iniezione intra-arteriosa: evenienza gravissima ma, per fortuna, rara che comporta la obliterazione dell’arteria colpita con possibile necrosi dei territori da essa nutriti.
- Ematoma: è abbastanza frequente ma non grave in quanto esso tende a riassorbirsi in breve tempo.
- Ritenzione emotrombotica intravenosa di sangue meno coagulato che può essere dovuta ad iperdosaggio o a scarsa compressione post-terapeutica. È possibile rimuoverla pungendo il vaso interessato con un ago o con la punta di una lama da bisturi precauzione questa utile a prevenire recidive e complicanze discromiche
- Matting: caratterizzato dalla comparsa di numerose sottili teleangectasie di ∅ ≤0,2mm, di color rosso ed è legato in genere ad eccessiva reazione infiammatoria verso l’agente sclerosante, da reattività ormonale ed obesità.
- Pigmentazioni: sono abbastanza frequenti e sono legate al tipo ed alla concentrazione dello sclerosante
- COMPLICANZE GENERALI

- Lipotimia: In genere è dovuta a reazione vagale. Il trattamento è sintomatico.
- Reazione allergica o intolleranze: è una eventualità che, comunque, impone la sospensione del trattamento con lo sclerosante responsabile.
- Shock anafilattico: è un’evenienza rara ma possibile.
Altre complicanze tardive e rare possono essere la  "Trombosi venosa profonda"; casi isolati di Embolia polmonare, ictus o TIA, di lesione del nervo motore, senso di costrizione toracica, disturbi sensitivi transitori in genere visivi o neurologici